# Fehér tenyér
Fehér tenyér é um filme de drama húngaro de 2006 dirigido e escrito por Szabolcs Hajdu. Foi selecionado como representante da Hungria à edição do Oscar 2007, organizada pela Academia de Artes e Ciências Cinematográficas.

## Elenco
- Zoltán Miklós Hajdu - Dongó Miklós
- Kyle Shewfelt - Kyle Manjak
- Gheorghe Dinica
- Andor Lukáts
- Oana Pellea